# Punta Sarcófago
La Punta Sarcófago es una punta que marca el extremo sudeste de la ensenada Serpiente Marina, en la costa oeste de la isla Candelaria en el archipiélago Candelaria en las islas Sandwich del Sur. Está conformada por una espina de acantilados de lava, que cortan a la laguna Medusa de su salida al mar.
La punta fue cartografiada y nombrada en 1930 por el personal de Investigaciones Discovery a bordo del RRS Discovery II.
La isla nunca fue habitada ni ocupada, y es reclamada por el Reino Unido como parte del territorio británico de ultramar de las Islas Georgias del Sur y Sandwich del Sur y por la República Argentina, que la hace parte del departamento Islas del Atlántico Sur dentro de la provincia de Tierra del Fuego, Antártida e Islas del Atlántico Sur.